# Оливе

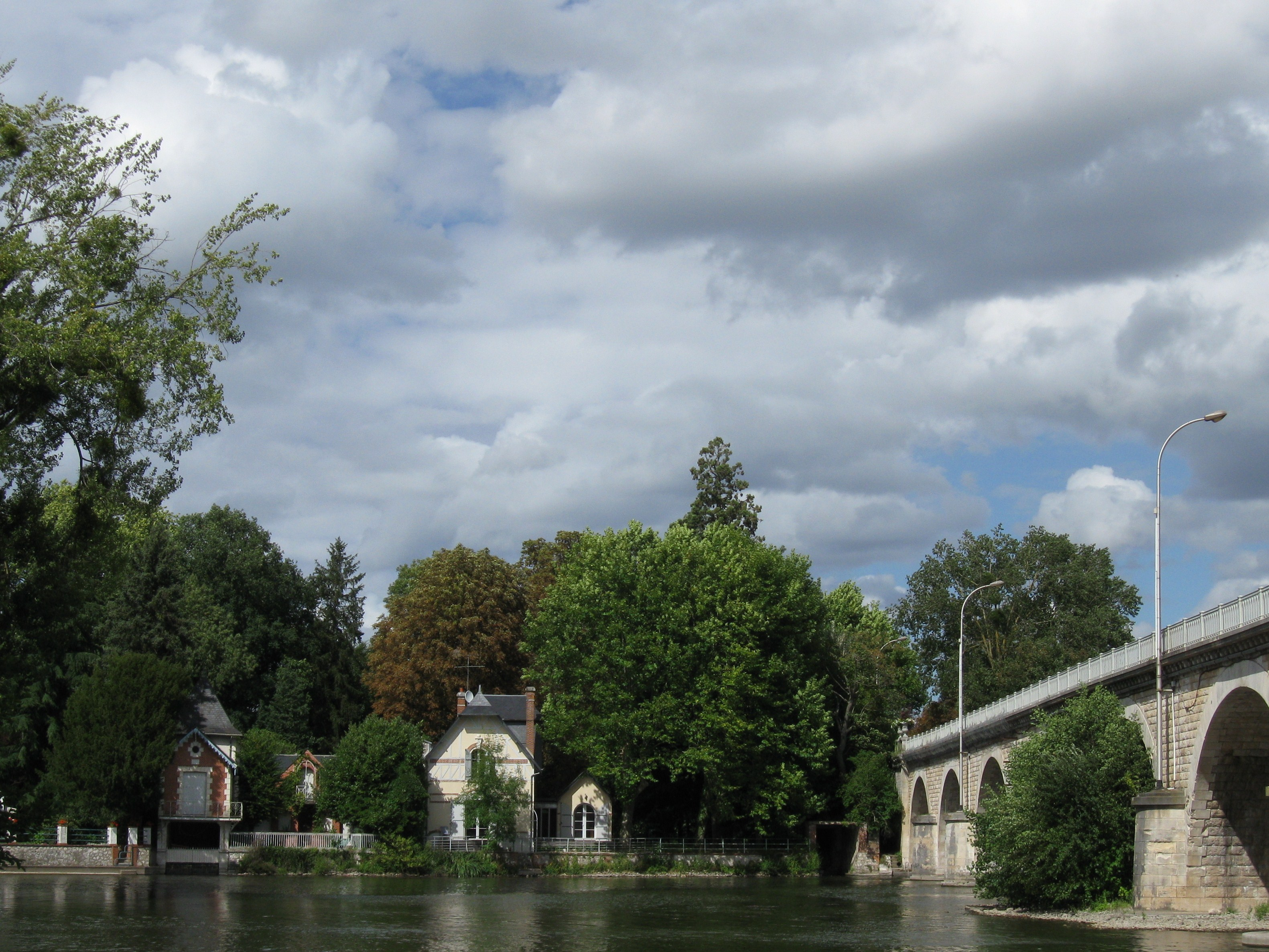

Оливе (фр. Olivet) — город во Франции в составе департамента Луаре.

## История
Первое упоминание поселения в районе Оливе под названием Сен-Мартен-дю-Луаре известно в XI веке. В начале XVII замок, построенный недалеко от деревни занимал один из маршалов Генриха IV. Сам Генрих IV несколько раз бывал здесь.
В окрестностях города, 29 июля 1794 года был убит Жан Коттеро, предводитель шуанов.
После Второй мировой войны недалеко от города размещалась американская военная база, которая была передана французским войскам после временного выхода Франции в 1966 году из НАТО. Сейчас там располагаются 6-й и 12-й кирасирские полки французской армии (чуть более 1000 человек).

## Экономика
В Оливе расположена штаб-квартира сельскохозяйственного кооператива Axéréal.

## Спорт
В 1980 и 1981 годах город был конечной точкой первого этапа ралли Париж — Дакар.